# Lamprometopia musiva
Lamprometopia musiva är en tvåvingeart som först beskrevs av Seguy 1953.  Lamprometopia musiva ingår i släktet Lamprometopia och familjen köttflugor. Inga underarter finns listade i Catalogue of Life.